# Кассано-алло-Йоніо
Кассано-алло-Йоніо (італ. Cassano allo Ionio, сиц. Cassanu) — муніципалітет в Італії, у регіоні Калабрія,  провінція Козенца.
Кассано-алло-Йоніо розташоване на відстані близько 400 км на південний схід від Рима, 105 км на північ від Катандзаро, 55 км на північ від Козенци.
Населення — 18 587 осіб (2014).
Щорічний фестиваль відбувається першої п'ятниці березня. Покровитель — SS. Crocifisso.

## Демографія
Населення за роками:

Станом на 1 січня 2023 року в муніципалітеті офіційно проживав 1391 іноземець з 43 країн, серед них 636 громадян країн Євросоюзу та 39 громадян України.

## Сусідні муніципалітети
- Кастровілларі
- Черк'яра-ді-Калабрія
- Чивіта
- Корильяно-Калабро
- Франкавілла-Мариттіма
- Фрашинето
- Спеццано-Альбанезе
- Віллап'яна